# 平岡久
平岡 久（ひらおか ひさし、1950年 - ）は、行政法学者、大阪市立大学名誉教授、博士（法学）。

## 略歴
- 1950年7月 愛媛県松山市道後今市上（現、道後町一丁目）にて出生
- 1969年3月 愛媛県立松山東高校普通科卒業
- 1973年3月 大阪大学法学部法学科卒業
- 1975年3月 大阪大学大学院法学研究科公法修士課程修了
- 1977年9月 同博士課程単位取得中退
- 1977年10月 大阪市立大学法学部助手
- 1978年4月 大阪市立大学法学部助教授
- 1980年9月 ドイツ連邦共和国マインツ大学等に海外出張（1981年6月まで）
- 1990年10月 大阪市立大学法学部教授
- 1999年4月 大阪市立大学評議員（2000年3月まで）
- 2000年3月 博士（法学）の学位を受く（大阪市立大学）
- 2000年4月 大阪市立大学法学部長・大学院法務研究科主任（2001年3月まで）
- 2001年4月 大阪市立大学評議員（2002年3月まで）
- 2001年4月 大阪市立大学大学院法学研究科・法学部教授
- 2014年3月 大阪市立大学を早期退職
- 2014年4月 京都産業大学大学院法務研究科教授

## 所属学会
日本公法学会（一九九五年一〇月から一九九八年一〇月まで、二〇〇四年一〇月から二〇一三年一〇月まで、理事）、等

## 社会活動
大阪市阿倍野市街地再開発審査会委員（工区により任期は異なる）、堺市屋外広告物審議会委員、大阪市屋外広告物審議会委員、大阪市消費者保護審議会委員・同部会委員、国･総務省「行政手続法検討会」委員、大阪府事業認定審議会委員、大阪弁護士会懲戒委員会委員、大阪市開発審査会委員、大阪市建築審査会委員、大阪市農政ビジョン推進協議会委員、高石市個人情報保護審議会委員、大阪市個人情報保護審議会委員、大阪市公文書公開審査会委員、大阪市農政ビジョン懇談会委員、神戸市都市計画道路整備懇談会委員、八尾市総合基本計画審議会委員、堺市情報公開懇話会委員、高石市個人情報保護対策委員会委員、大阪市情報公開懇談会委員、大阪府興信所・探偵社問題専門家懇談会委員（退任時期の新しい順）、等